# Irving Berlin
Irving Berlin, właśc. Israel Isidore Beilin lub Baline (ur. 29 kwietnia?/11 maja 1888 w Tiumeniu, zm. 22 września 1989 w Nowym Jorku) – amerykański kompozytor muzyki rozrywkowej pochodzenia żydowskiego, wolnomularz, który napisał blisko 1500 piosenek.

## Życiorys
W 1892 wraz z rodziną wyemigrował do Stanów Zjednoczonych. Jako autor i wykonawca piosenek występował na Broadwayu. W 1911 odniósł sukces piosenką Alexander’s Ragtime Band a w 1914 wystawiono jego pierwszą rewię Watch Your Step. W latach 20. XX wieku współpracował z Ziegfeld Follies. Od lat 30. pracował w Hollywood, pisząc piosenki do filmów muzycznych oraz w Nowym Jorku, tworząc musicale (stworzył też m.in. „God Bless America”). Zdobył dwukrotnie Oscara za najlepsze piosenki filmowe „Cheek to Cheek” oraz „White Christmas”.

## Nagrania
- „Oh, How That German Could Love”ⓘ (1910)
- „Follow the Crowd”ⓘ (1914)

## Odznaczenia
- Prezydencki Medal Wolności[3]
- Medal za Zasługi[4]